# Villa dei Misteri
La villa dei Misteri è una villa suburbana di epoca romana dell'antica Pompei; è ubicata fuori le mura cittadine, nei pressi di porta Ercolano degli scavi archeologici di Pompei, nell'agro pompeiano.

## Storia

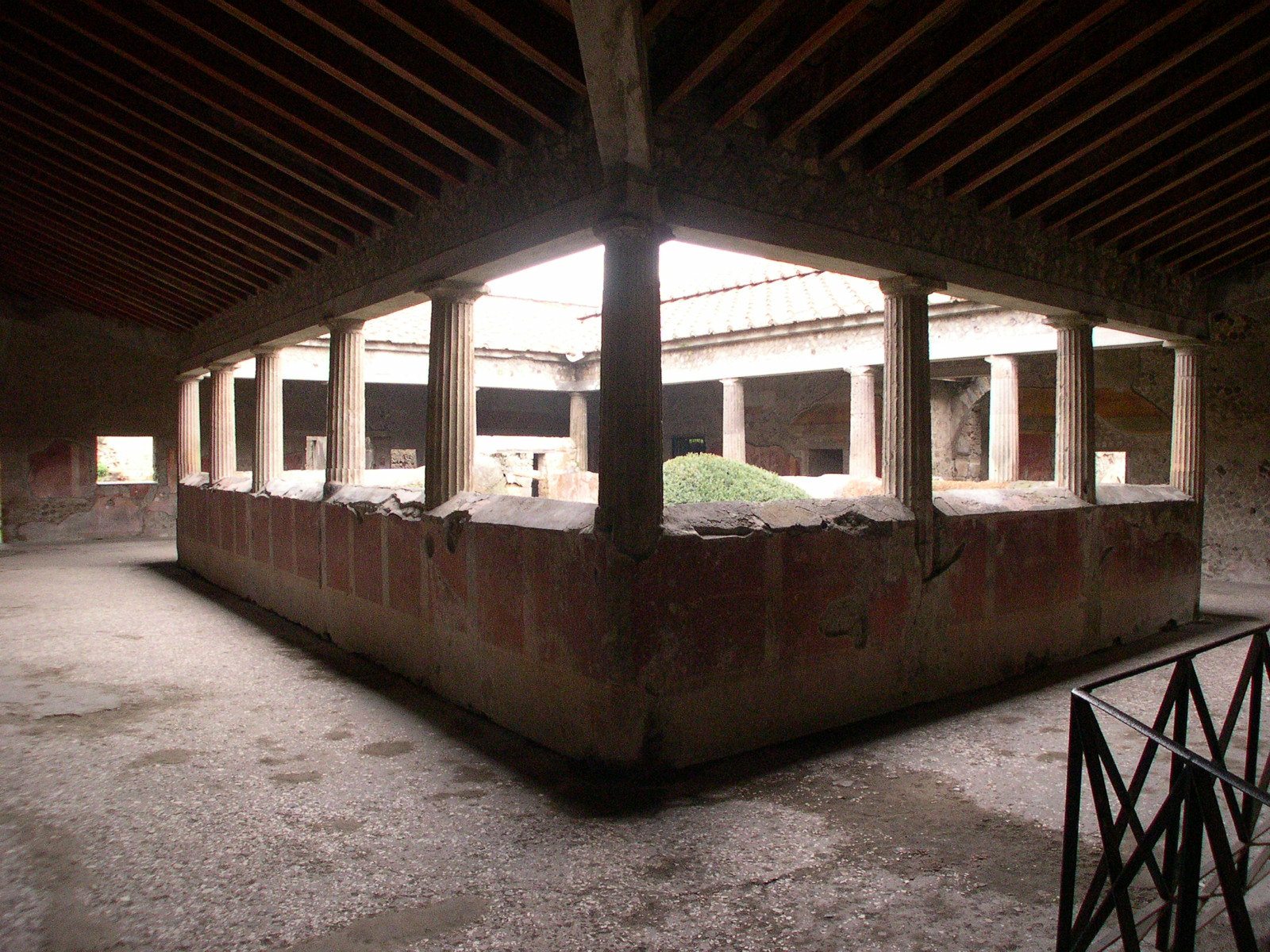
Peristilio

La villa fu costruita nel II secolo a.C. ed ebbe il periodo di massimo splendore durante l'età augustea: nel corso del suo sviluppo fu notevolmente ampliata ed abbellita. Si trattava originariamente di una villa d'otium dotata di ampie sale e giardini pensili, in una posizione panoramica, a pochi passi dal mare, ma in seguito al terremoto del 62 cadde in rovina, così come il resto della città, e fu trasformata in villa rustica con l'aggiunta di diversi ambienti ed attrezzi agricoli come torchi per la spremitura dell'uva: la costruzione fu infatti adibita alla produzione e alla vendita del vino. Della villa non si conosce il proprietario, ma solo il nome del custode che l'ha abitata durante l'età augustea, Lucio Istacidio Zosimo, come testimoniato da un sigillo.
La villa dei Misteri, chiamata in un primo momento Villa Item, fu portata alla luce tra il 1909 e il 1910 grazie ad uno scavo condotto dallo stesso proprietario del terreno nel quale si trovava; un'indagine più approfondita venne svolta tra il 1929 e il 1930, in seguito all'esproprio imposto dallo Stato Italiano. Nel 1931 furono rese pubbliche alcune tavole a colori che rappresentavano gli affreschi della villa, ad opera dell'archeologo Amedeo Maiuri: ad oggi lo scavo non è stato ancora completato, anche se la piccola parte di costruzione che manca, secondo gli archeologi, non contiene elementi di valore. Durante lo scavo non furono ritrovati oggetti di particolare interesse e soprattutto la zona d'otium apparve quasi priva di suppellettili, segno che la villa era in ristrutturazione; reperti invece furono ritrovati nella parte rustica: nella villa fu inoltre rinvenuta la statua di Livia in abiti da sacerdotessa, oggi conservata all'Antiquarium di Pompei e vennero alla luce anche numerosi resti umani. Importanti lavori di restauro e conservazione si svolsero dal 2013 al 2015. Nel 2023 venne abbattuta una struttura che insisteva sulla villa, consentendo nel giugno 2025 la ripresa delle indagini archeologiche.

## Descrizione

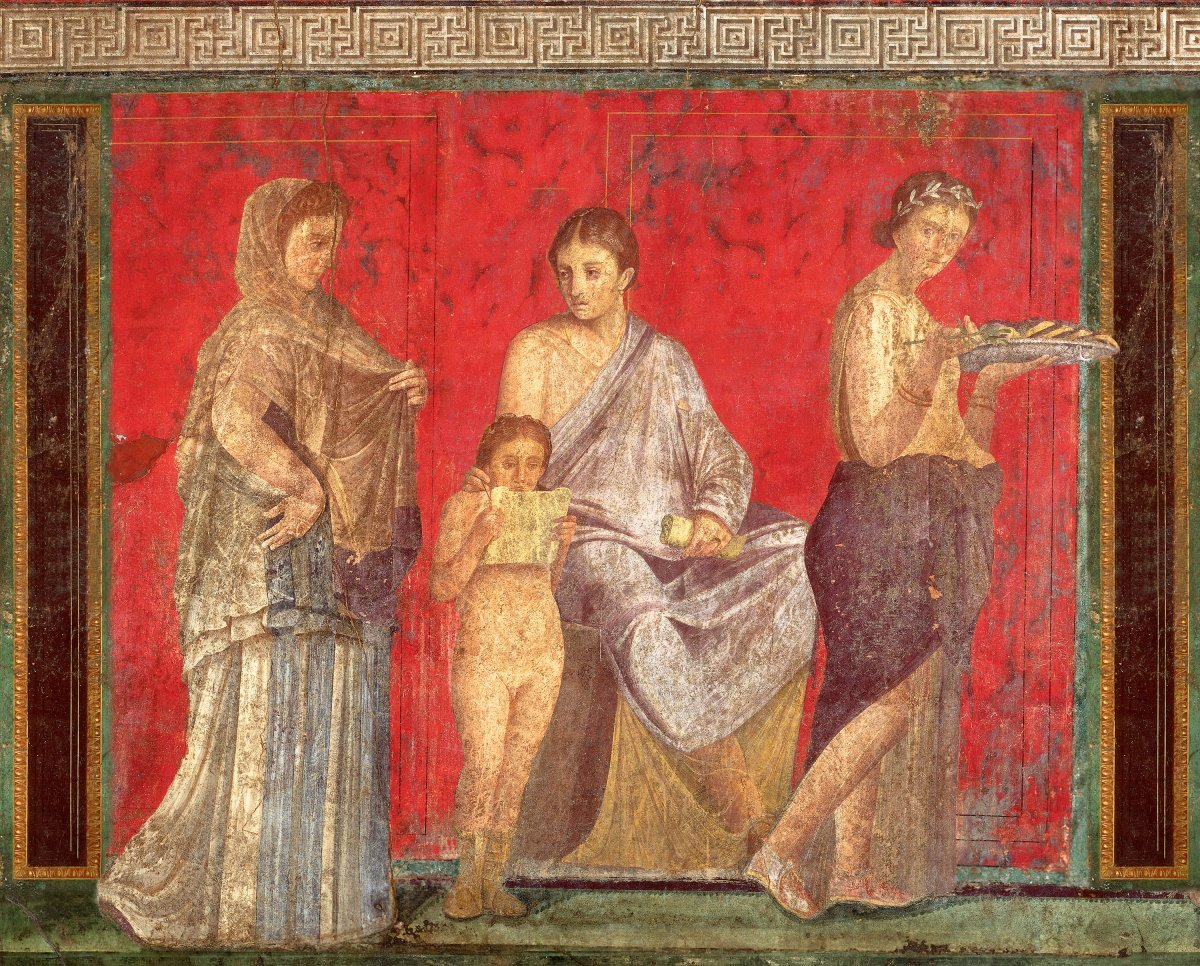
Scena della catechesi

La villa è a pianta quadrata e si trova su una collinetta dalla quale si godeva una meravigliosa vista sull'odierno golfo di Napoli; poggia in parte su un terrapieno ed in parte è sostenuta da un criptoportico, formato da arcate cieche ed utilizzato come deposito. L'ingresso principale, in parte ancora da scavare, si trova lungo una via secondaria che forse si collegava alla via delle Tombe; nella zona dell'ingresso è posto il quartiere rustico e servile con diversi ambienti adibiti a panificio, cucine, forno, torchio con il tronco a testa d'ariete e cella per i vini. Superato un piccolo ingresso, quattro stanze che rappresentano il cuore della zona signorile: si tratta del peristilio a sedici colonne, costruito tra il 90 e il 70 a.C., l'atrio maggiore, senza colonne e decorato con paesaggi nilotici, il tablino ed una veranda absidata con vista mare, creata nel I secolo, da cui oggi si entra.

Ai lati di queste stanze si sviluppano vari altri ambienti, come cubicola, che nel corso dei lavori di ampliamento della villa hanno perso la decorazione in secondo stile per passare a quella in terzo stile, il triclinio del grande fregio ed il quartiere termale, dismesso dopo il terremoto del 62 e utilizzato come deposito e come scala per l'accesso al piano superiore, il quale affacciava sul peristilio e accoglieva le stanze utilizzate dalla servitù. Le decorazioni parietali si differenziano a seconda del periodo storico durante le quali sono state realizzate: il tablino è affrescato con pareti nere e decorazioni in stile egittizzante, tipiche del terzo e quarto stile, mentre altri affreschi in secondo stile furono mantenuti anche durante gli ampliamenti, come in un cubicolo, dove sono rappresentate scene del mito di Dioniso e nel triclinio dove si raggiunge uno dei massimi esempi di questo stile.

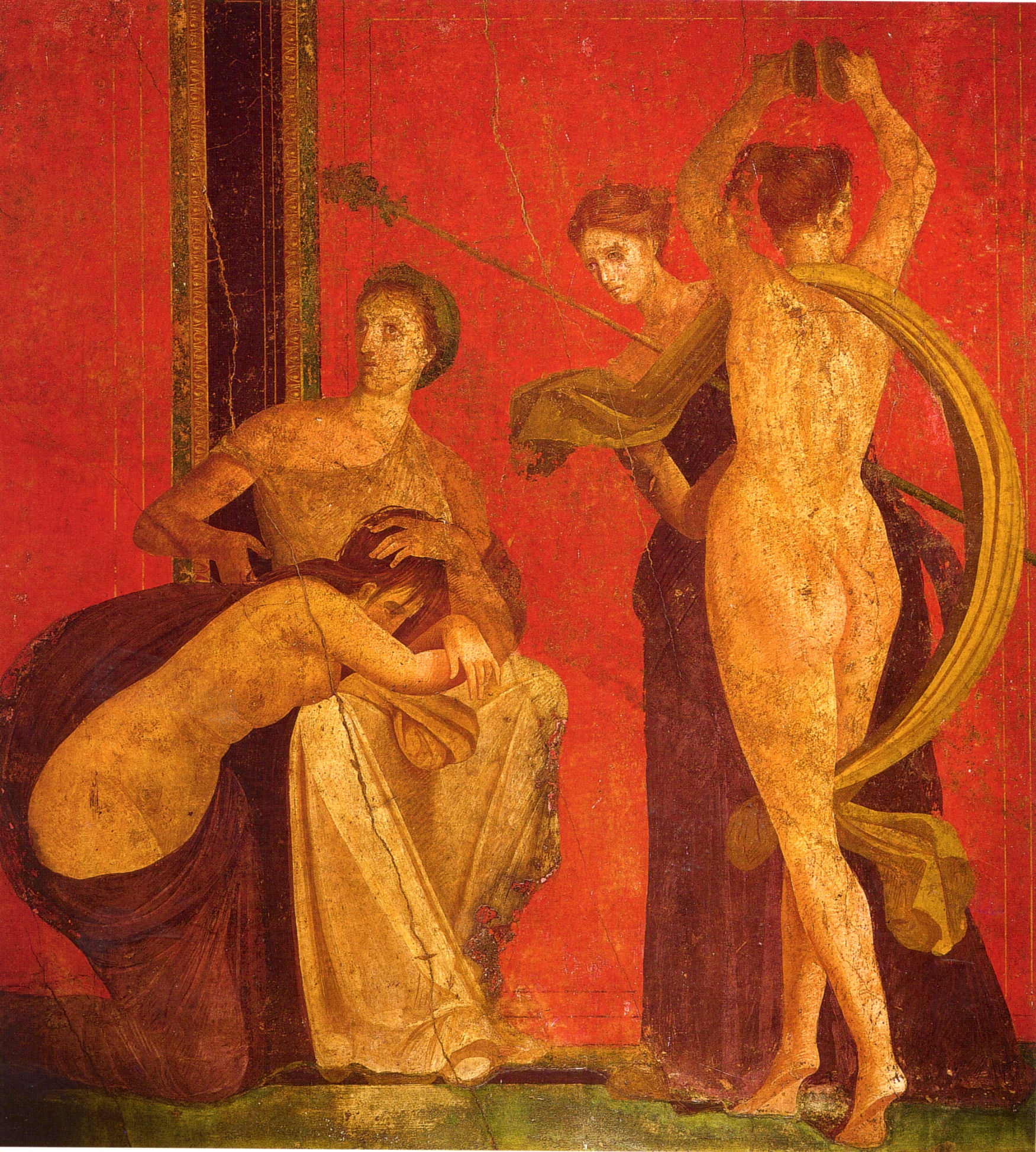
Scena della flagellazione e termine del rito

 Si tratta di una raffigurazione del I secolo a.C., opera di un artista anonimo del luogo, che ha lavorato su tutte le pareti dell'ambiente, dipingendo personaggi a grandezza naturale, con una tecnica chiamata megalographia, ispirata fortemente alla pittura greca. Ancora incerti sono il soggetto e il significato dell'affresco, da cui la villa prende il nome: si tratta di una serie di sequenze, dieci per l'esattezza, che potrebbero raffigurare uno spettacolo di mimi o i preparativi per un matrimonio oppure momenti di un rito: secondo alcuni studiosi, tale rito potrebbe essere quello dell'iniziazione di una sposa al dio Dioniso.
Partendo da nord la prima scena raffigura una donna che si acconcia i capelli, circondata da amorini che reggono degli specchi; segue una figura seduta su un trono, secondo alcuni la matrona che controlla le fasi del rito, secondo altri l'iniziata che ripensa alle tappe effettuate durante il rito; la terza scena è quella della catechesi dove a sinistra è affrescata la sposa con il velo in testa, al centro una sacerdotessa con ai piedi un fanciullo che legge testi sacri e alla destra la sposa che porta tra le mani i testi sacri; segue la scena dell'agape: una sacerdotessa seduta di spalle versa del vino su un ramo di mirto, attorniata da due assistenti e da un sileno che suona la lira; la quinta scena raffigura una satiressa che allatta un capretto, accompagnata da un satiro che suona il flauto e con la sposa che spaventata dalla situazione cerca di proteggersi avvolgendosi in un mantello; viene poi raffigurata la catottromanzia ossia la divinazione attraverso lo specchio rappresentato da un sileno, che in questo caso funge da sacerdote, che porge ad un giovane una coppa nella quale si specchia; la scena di Dioniso e Arianna è la più rovinata della serie e raffigura Dioniso tra le braccia di Arianna; l'ottavo affresco è quello del linkenon e phallos, dove la giovane inizianda è scalza ed è ricoperta per metà da un mantello, nell'atto di scoprire il fallo del dio Dioniso, simbolo di fertilità; la penultima sequenza è la flagellazione: l'iniziata è raffigurata in ginocchio, poggiata sulle gambe di un'amica, con la schiena nuda, mentre viene frustata da Telete, figlia di Dioniso e Nicea; la decima e ultima scena, rappresenta la fine del ciclo, con l'iniziata che danza, accompagnata da una ministra del culto, suonando dei cimbali che ha tra le mani.